# Hannah Montana (mùa 3)
| Tập    | Tên tập                                                      | Đạo diễn bởi          | Kịch bản bởi                              | Nội dung |
| ------ | ------------------------------------------------------------ | --------------------- | ----------------------------------------- | --- |
| 1(57)  | "He Ain't A Hottie, He's My Brother" Mã sản xuất: 302        | Rich Correll          | Steven James Meyer                        | Miley có một giấc mơ rằng Lily suýt nữa hôn Jackson. Khi Miley bảo Lily thì Lily thừa nhận rằng mình rất thích Jackson, làm cho Miley bị sốc. Miley về nhà báo cho Jackson, đầu tiên Jackson nghĩ điều đó thật kì lạ, nhưng sau đó thì thừa nhận mình cũng thích Lily. Để tách họ ta, Miley lừa mỗi người rằng người kia không thích người còn lại. Miley đều thích cả hai và Jackson cùng Lily làm lànhlại với nhau. Miley sau đó thức dậy và nhận ra rằng tất cả chỉ là giấc mơ Ngày chiếu: Mỹ: 2 tháng 11 năm 2008 Châu Á: 28 tháng 3 năm 2009 Vắng mặt: Moises Arias vai Rico Khách mời đặc biệt: Terry Rhoads vai Mack, Leigh-Allyn Baker ("Will & Grace") vai Mickey Bài hát được giới thiệu của Hannah: "Let's Get Crazy", "Super Girl" "Nobody's Perfect", và "True Friend" Lượng khán giả (Mỹ): 5,5 triệu người |
| 2(58)  | "Ready, Set, Don't Drive" Mã sản xuất: 301                   | Rich Correll          | Jay J. Demopoulos                         | Miley quyết định đi thi lấy bằng lái xe nhưng bị loại bởi giáo viên lái xe vì ông làm bẩn xe của cô. Vì Miley đã nói với bạn bè mình rằng cô sẽ lái xe đến buổi tiệc bãi biển để chứng minh mình có bằng lái xe nên Miley quyết định mua chuộc người cấp bằng lái bằng cách đến dưới dạng Hannah Montana tặng cô ta một cặp vé xem buổi biểu diễn của Hannah. Miley hãnh diện lái xe thì bị cảnh sát chặn lại, ông yêu cầu Miley trình giấy phép lái xe, tuy nhiên, giấp phép lái xe của Miley lại có tên Hannah Montana, do đó, Miley bị tạm giam và phải chứng minh với con gái của cảnh sát rằng cô là Hannah để được tha. Khi cô đã chứng minh được thì lại bị bố phát hiện. Ông đã chở con gái mình đến buổi tiệc để làm cô xấu hổ. Ngày chiếu: Mỹ: 9 tháng 11 năm 2008 Châu Á: 22 tháng 3 năm 2009 Khách mời đặc biệt: Sydney Park ("That's So Raven") vai Kelsey DiAria, Ernie Grunwald ("The Suite Life of Zack and Cody") vai giáo viên lái xe và Wayne Wilderson ("The Office") vai Officer DiAria Bài hát được giới thiệu của Hannah: "Rockstar" và "Best of Both Worlds" Lượng khán giả (Mỹ): 4,9 triệu người |
| 3(59)  | "Don't Go Breaking My Tooth" Mã sản xuất: 303                | Rich Correll          | Michael Poryes                            | Miley nhận ra rằng cô phải đến nha sĩ vì mất lớp trám răng. Cô xin đi một mình không có bố vì cho rằng cô đã trưởng thành. Tuy nhiên, khi đến nha sĩ, cô hoảng sợ và bỏ đi, nhưng cô không thừa nhận với bố. Hannah được lên lịch tham dự một chương trình ẩm thực nổi tiếng, cô tránh ăn những thứ gì cứng, và rồi cô cắn phải một hạt đậu phộng, mọi người biết rằng cô sợ nha sĩ. Trong khi đó, Oliver tập ăn chay để gây ấn tượng với Joannie nhưn vẫn bị ám ảnh bởi thịt. Rico khiến anh ấy điên đầu khi bắt đầu bán thịt Ngày chiếu: Mỹ: 16 tháng 11 năm 2008 Châu Á: 29 tháng 3 năm 2009 Khách mời đặc biệt: Shelly Berman ("Boston Legal") vai Dentist Froman, Michael McDonald ("MADtv") vai Chef Duncan Keats, Hayley Chase vai Joannie, Angela Malhotra vai hầu bàn Lượng khán giả (Mỹ): 4,6 triệu người |
| 4(60)  | "You Never Give Me My Money" Mã sản xuất: 305                | Roger S. Christiansen | Andrew Green                              | Miley rất thích thú khi hỏi bố tăng tiền tiêu vặt và được bố chấp nhận cho lên $5000 vào tiền của Hannah và lập cho cô tài khoản ngân hàng. Vì những bài học mà cô đã học được từ việc tiêu xài hoang phí tiền từ thẻ tín cụng (tập Debt It Be, mùa 1), Miley liên kiềm chế và không sử dụng vào việc gì cả. Để chắc chắn mình không mua gì cả, cô đưa cho Lily sổ séc của mình. Trong khi đó Robby biết nơi Jackson để quên điện thoại nhưng lờ đi để Jackson trở nên phát điên để tìm nó. Ngày chiếu: Mỹ: 23 tháng 11 năm 2008 Châu Á: 4 tháng 4 năm 2009 Khách mời đặc biệt: Rizwan Manji vai Ajay Đồng diễn viên: Claudia Choi vai người mẹ và Haley Tju vai người con gái. Lượng khán giả (Mỹ): 4,6 triệu người |
| 5(61)  | "Killing Me Softly With His Height" Mã sản xuất: 306         | Rich Correll          | Steven Peterman                           | Ngày chiếu: Mỹ: 14 tháng 12 năm 2008 Châu Á: 11 tháng 4 năm 2009 |
| 6(62)  | "Would I Lie To You Lilly?" Mã sản xuất: 308                 | Shelley Jensen        | Michael Poryes                            | Ngày chiếu: Mỹ: 11 tháng 1 năm 2009 Châu Á: 18 tháng 4 năm 2009 Lượng khán giả (Mỹ): 3,7 triệu người |
| 7(63)  | "You Gotta Lose That Job" Mã sản xuất: 307                   | Steve Zuckerman       | Heather Wordham                           | Ngày chiếu: Mỹ: 16 tháng 2 năm 2009 Châu Á: 25 tháng 4 năm 2009 Lượng khán giả (Mỹ): 4,4 triệu người |
| 8(64)  | "Welcome to the Bungle" Mã sản xuất: 309                     | Steven Peterman       | Shelley Jenson                            | Ngày chiếu: Mỹ: 1 tháng 3 năm 2009 Châu Á: 6 tháng 6 năm 2009 |
| 9(65)  | "Papa's Got a Brand New Friend" Mã sản xuất: 310             | Shelley Jensen        | Maria Brown-Gallenberg                    | Ngày chiếu: Mỹ: 8 tháng 3 năm 2009 Châu Á: 7 tháng 6 năm 2009 |
| 10(66) | "Cheat It" Mã sản xuất: 311                                  | Shannon Flynn         | Jay J. Demopoulos Steven James Meyer      | Ngày chiếu: Mỹ: 15 tháng 3 năm 2009 Châu Á: 20 tháng 6 năm 2009 Lượng khán giả (Mỹ): 4,42 triệu người |
| 11(67) | "Knock Knock Knockin' on Jackson's Head" Mã sản xuất: 312    | Rich Correll          | Andrew Green                              | Ngày chiếu: Mỹ: 22 tháng 3 năm 2009 Châu Á: 27 tháng 6 năm 2009 Lượng khán giả (Mỹ): 4,5 triệu người |
| 12(68) | "You Give Lunch a Bad Name" Mã sản xuất: 314                 | Rich Correll          | Heather Wordham                           | Ngày chiếu: Mỹ: 29 tháng 3 năm 2009 Châu Á: 18 tháng 7 năm 2009 Lượng khán giả (Mỹ): 4,5 triệu người |
| 13(69) | "What I Don't Like About You" Mã sản xuất: 315               | Rich Correll          | Douglas Lieblein                          | Oliver và Lily bắt đầu hẹn hò với nhau và hỏi Miley đứng về ai khi bắt đầu cãi nhau. Trong khi đó thì Jackson giả vờ trở thành một người tốt bụng để gây ấn tượng với một học sinh mới của một trường đại học. Ngày chiếu: Mỹ: 17 tháng 4 năm 2009 Châu Á: 4 tháng 7 năm 2009 Vắng mặt: Moises Arias vai Rico Khách mời đặc biệt: Cheryl Hines vai Catherine York, Teo Olivares vai Max Lượng khán giả (Mỹ): 4,8 triệu người |
| 14(70) | "Promma Mia" Mã sản xuất: 320                                | Rich Correll          | Heather Wordham                           | Miley thấy tội nghiệp cho một người bạn tên Aaron khi không mời được ai dự vũ hội cùng, thấy Miley như thế, Aaron mời cô đi cùng và Miley đã đồng ý. Tuy nhiên, buổi tối, David Archuleta mời cô đi thu âm một bài hát mới cùng anh, Miley đã từ chối Aaron và đi thu âm, khi Miley nhận ra rằng cô đã sai, cô xin lỗi David và đến vũ hội cùng Aaron. Trong khi đó, bố Robbey cố thuyết phục Jackson vào đại học bằng cách nêu ra cuộc sống của Jackson sẽ tệ thế nào nếu không vào đại học. Ngày chiếu: Mỹ: 3 tháng 5 năm 2009 Châu Á: 6 tháng 9 năm 2009 Khách mời đặc biệt: Susan Ruttan vai Grandma, Chris Zylka vai Gabe, Nate Hartley vai Aaron Sự xuất hện đặc biện: David Archuleta Bài hát được giới thiệu của Hannah: I Wanna Know You (với David Archuleta) Lượng khán giả (Mỹ): 4,5 triệu người |
| 15(71) | "Once, Twice, Three Times Afraidy" Mã sản xuất: 317          | Shannon Flynn         | Jay J. Demopoulos và Steven James Meyer   | Ngày chiếu: Mỹ: 17 tháng 5 năm 2009 Lượng khán giả (Mỹ): 3,4 triệu người |
| 16(72) | "Jake...Another Little Piece of My Heart" Mã sản xuất: 304   | Roger S. Christiansen | Douglas Lieblein                          | Sau buổi biểu diễn, Traci tìm Hannah để thông báo một tin sốc rằng Traci và Jake sẽ lấy nhau. Cả Hannah, Lily và Robbey đều ngăn cản vì họ còn quá trẻ. Hannah cuối cùng sử dụng mọi cách để trì hoãn đám cưới và phát hiện ra cô bị quay trong chương trình "Gotcha". Torng khi đó, Rico tìm mọi cách để phát đám buổi hẹn hò của Jackson và Alison bằng cách mang các người em họ của mình đến. Khi gần kết thúc, Jake và Hannah đã hôn nhau để chứng minh rằng mình không có gì với người kia nhưng thật ra cả hai đều rất vui về nụ hôn, còn Alison nghĩ rằng Jackson rất tốt tính với bọn trẻ. Ngày chiếu: Mỹ: 7 tháng 6 năm 2009 Châu Á: 19 tháng 9 năm 2009 Vắng mặt: Mitchel Musso vai Oliver Khách mời đặc biệt: Cody Linley vai Jake Ryan, Romi Dames vai Traci Van Horn, Katerina Graham vai Alison. Bài hát của Hannah được giới thiệu: Let's Do This Lượng khán giả (Mỹ): 4,2 triệu người |
| 17(73) | "Miley Hurt the Feelings of the Radio Star" Mã sản xuất: 313 | Rich Correll          | Maria Brown-Gallenberg                    | Ngày chiếu: Mỹ: 14 tháng 6 năm 2009 châu Á: 8 tháng 11 năm 2009 Vắng mặt: Moises Arias vai Rico Khách mời đặc biệt: Erni D (DJ của Radio Disney) Bài hát của Hannah được giới thiệu: Let's Do This, Supergirl Lượng khán giả (Mỹ): 3,5 triệu người |
| 18(74) | "He Could Be The One" Mã sản xuất:                           | Rich Correll          | Maria Brown-Gallenberg và Heather Wordham | Ngày chiếu: Mỹ: 5 tháng 7 năm 2009 châu Á: 1 tháng 10 năm 2009 Lượng khán giả (Mỹ): 6,9 triệu người |
| 19(75) | "Super(stitious) Girl" Mã sản xuất: 316                      |                       |                                           | Phần cuối của Wizards on Deck with Hannah Montana Miley đánh mất chiếc vòng chân may mắn và cô bắt đầu gặp rất nhiều xui xẻo. Trong khi đó, Robby đặt một món hàng kì lạ và bỏ ở nhà và bắt bọn trẻ không được mở, làm cho Jackson, Oliver và Rico rất tò mò. Cody nói dối Bailey là mình quen Hannah để lấy le. Cuối cùng, Jackson, Rico và Oliver bị ép dính vào cửa kính vì món hàng Robby đặt là một cái nhà phao khổng lồ. Ngày chiếu: Mỹ: 17 tháng 7 năm 2009 Châu Á: 8 tháng 8 năm 2009 Lượng khán giả (Mỹ): 9,3 triệu người |
| 20(76) | "I Honestly Love You (No, Not You)" Mã sản xuất: 318         | Shannon Flynn         | Andrew Green                              | Ngày chiếu: Mỹ: 5 tháng 7 năm 2009 châu Á: 7 tháng 11 năm 2009 Lượng khán giả (Mỹ): 6,9 triệu người |
| 21(77) | "For (Give) A Little Bit" Mã sản xuất: 319                   | Rich Correll          | Maria Brown-Gallenberg                    | Ngày chiếu: Mỹ: 9 tháng 8 năm 2009 châu Á: 14 tháng 11 năm 2009 |
| 22(78) | "B-B-B-Bad to the Chrome" Mã sản xuất: 322                   | Shannon Flynn         | Jay J. Demopoulos và Steven James Meyer   | Ngày chiếu: Mỹ: 23 tháng 8 năm 2009 |
| 23(79) | "Uptight (Oliver's Alright)" Mã sản xuất: 223                | Art Manke             | Sally Lapiduss                            | Tập phim được quay lại và chỉnh sửa từ tập "No Sugar, Sugar" của mùa thứ 2. Ngày chiếu: Mỹ: 20 tháng 9 năm 2009 |
| 24(80) | "Judge Me Tender" Mã sản xuất: 323                           | Bob Koherr            | Andrew Green                              | Ngày chiếu: Mỹ: 18 tháng 10 năm 2009 châu Á: 12 tháng 12 năm 2009 Lượng khán giả: 5.71 triệu người. |
| 25(81) | "Can't Get Home To You Girl" Mã sản xuất: 324                | Bob Koherr            | Tom Seeley                                | Ngày chiếu: Mỹ: 8 tháng 11 năm 2009 |
| 26(82) | "Come Fail Away" Mã sản xuất: 325                            |                       |                                           | Ngày chiếu: Mỹ: 6 tháng 12 năm 2009 |